# Дальневосточный институт управления
Дальневосточный институт управления — филиал Российской академии народного хозяйства и государственной службы при Президенте Российской Федерации (ДВИУ — филиал РАНХиГС или Президентская академия в Хабаровске) — высшее учебное заведение в Хабаровске. 

## История

### СССР
В августе 1944 года на основе краевых партийных курсов по подготовке и переподготовке партийного и советского актива была создана Хабаровская краевая одногодичная партийная школа при Хабаровском краевом комитете ВКП (б) с партийным и газетным отделениями.
В ноябре 1946 года преобразована в Хабаровскую краевую двухгодичную партийную школу при Хабаровском краевом комитете ВКП (б), где к имеющимся отделениями были добавлены пропагандистское и комсомольское.
В августе 1948 года в партийной школе состоялся первый выпуск 63 человек, которые были направленных на советскую и партийную работу.
В сентябре 1953 года преобразована в Хабаровскую краевую трёхгодичную партийную школу при Хабаровском краевом комитете ВКП (б).
В сентябре 1956 года преобразована в Хабаровскую межобластную партийную школу при Хабаровском краевом комитете ВКП (б), в чьи обязанности теперь входила подготовка руководящих кадров для партийных, советских и газетных учреждений Хабаровского и Приморского краев, Бурят-Монгольской АССР, а также областей — Амурской, Сахалинской и Читинской.
В декабре 1956 года преобразована в Хабаровскую высшую партийную школу (ХВПШ), которая занималась подготовкой кадров партийных и советских работников, а также работников печати для всего Дальнего Востока.
В ноябре 1990 года высшая партийная школа преобразована в Дальневосточный институт политологии и социального управления. К этому времени в состав партийной школы входили кафедры политологии и теории социализма, истории КПСС, политэкономии, теории и политики партии, государственного строительства и права, социологии и социальной психологии, философии, экономики СССР, мирового развития и международной политики СССР, социалистической культуры, русского и иностранного языков, военная. Кроме того было заочное отделение, лаборатория информатики и вычислительной техники, а также факультет повышения квалификации партийных, советских и идеологических кадров. В партийной школе велась подготовка на двухгодичном отделении на базе высшего образования и четырёхгодичном на базе среднего образования.
В апреле 1991 года Дальневосточный институт политологии и социального управления переименован в Дальневосточный социально-политический институт.

### Россия
В январе 1992 года институт был преобразован в Дальневосточный кадровый центр при Главном управлении по подготовке кадров для государственной службы при Правительстве Российской Федерации.
В 1995 году кадровый центр преобразован в Дальневосточную академию государственной службы (ДВАГС).
20 сентября 2010 года ДВАГС на правах филиала вошла в состав Российской академии народного хозяйства и государственной службы при Президенте Российской Федерации и получила название Дальневосточный институт управления.

## Структура
- Факультет СПО
- Факультет Высшего образования
- Центр дополнительного образования[6]

## Руководство (директора)
- В. И. Степанов[7]
- Г. С. Хохлюк[7]
- Н. М. Горбунов[8]
- С. Н. Кравцов
- В. А. Кушнарёв[9]
- и. о. А. В. Меркулов[10]
- и. о. И. В. Макурин[11]
- и. о. А. И. Медведев[12]
- и. о. М. Ю. Боев
- и.о. С. И. Орехова
- и. о. Е. С. Меркулов